# Cormocephalus mixtus
Cormocephalus mixtus är en mångfotingart som först beskrevs av Ribaut 1923.  Cormocephalus mixtus ingår i släktet Cormocephalus och familjen Scolopendridae.
Artens utbredningsområde är Nya Kaledonien. Inga underarter finns listade i Catalogue of Life.